# Avui
Avui (Katalanisch für Heute) war eine katalanische Tageszeitung mit Sitz in Barcelona, die in ganz Katalonien erschien und zeitweise auch in anderen katalanischsprachigen Regionen Spaniens, wie den Balearischen Inseln und Valencia.

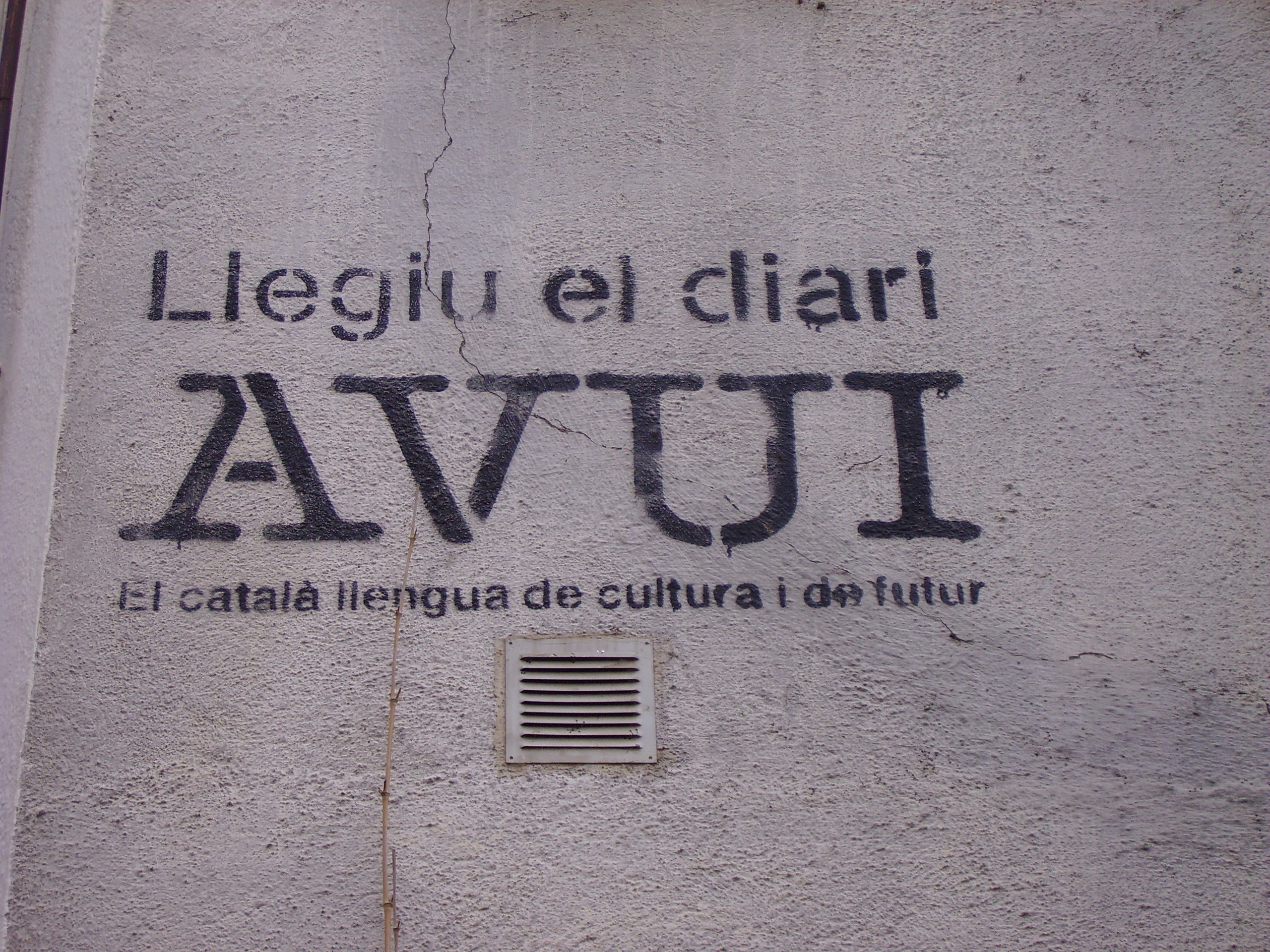
Aufruf, die Zeitung „Avui“ zu lesen

Avui wurde 1976 auf Initiative von Jaume Vilalta i Gonzàlez, Josep Maria Puig i Salellas und Josep Espar i Ticó, als erste katalanischsprachige Tageszeitung nach dem Ende des Franquismus gegründet. Im Jahr 2009 wurde sie vom Verlagshaus Hermes Comunicacions, in dem auch El Punt erschien, übernommen. Mit Wirkung zum 31. Juli 2011 fusionierte Avui mit dieser zur auflagenstärksten katalanischsprachigen Tageszeitung El Punt Avui.
Die politische Ausrichtung der Zeitung kann als katalanistisch und liberal-demokratisch beschrieben werden, besonders während der ersten Jahre ihres Erscheinens stand sie der Partei Convergència Democràtica de Catalunya nahe.